# Luso Torres
José Luso Torres(São Bento, 10 de junho de 1879 — São Bento,20 de junho de 1960) foi um militar e escritor maranhense. Foi fundador da cadeira nº 6 da Academia Maranhense de Letras, sendo Frederico José Corrêa o patrono. 

## Biografia
Foi prefeito de São Luís de 1918 a 1921 e deputado estadual pelo Maranhão de 1910 a 1914. Foi interventor federal no Maranhão, em 1930, em substituição ao governador deposto, José Pires Sexto. Em 1931 foi nomeado chefe da 18ª Circunscrição de Recrutamento, em Teresina, e, em agosto desse ano, promovido a tenente-coronel. Ainda em 1931 tornou-se chefe da 16ª Circunscrição de Recrutamento, em Natal. Chefiou até 1932 a 19ª Circunscrição de Recrutamento, em São Luís, e, nesse mesmo ano, o 25º BC, em Teresina. Foi reformado em outubro de 1933. Já fora do serviço ativo do Exército, passou a coronel em dezembro de 1953 e a general-de-brigada em março de 1956.
Faleceu em 1960 em São Bento. 

## Obras
- Currente calamo (1910)
- O Conde de Luxemburgo (1911), tradução
- Um governo desgovernado (1912)
- Sonetos Maranhenses (1923, antologia da qual participou)
- O Duque de Caxias no Maranhão (1941)

## Cronologia
10 de junho de 1879 - Nasce em São Bento, pequeno município situado a oeste de São Luís, José Luso Torres, filho do casal Joaquim Torres e Maria Luso Torres. Desde cedo, a família se notabilizou pela atuação no comércio local e pela valorização da educação; José Luso foi batizado na igreja matriz de São Bento, frequentou a escola primária local e demonstrou aptidão para leitura e escrita já na primeira década de vida.
Final do século XIX -  Ainda adolescente, José Luso mudou-se para São Luís a fim de prosseguir os estudos secundários, matriculando-se em colégio da capital que oferecia disciplinas de letras e ciências. Durante esse período adquiriu gosto pelas narrativas históricas e pela redação de pequenos textos jornalísticos, colaborando com folhetins estudantis que circulavam entre estudantes e professores.
1900–1908 - Ingressou no serviço público estadual como escrivão auxiliar em repartição administrativa ligada à presidência da província, atual governo. Nessas funções, auxiliou no registro de decretos estaduais, decretos legislativos e editais oficiais, desenvolvendo intimidade com a burocracia, conhecendo profundamente a organização administrativa e ganhando a confiança de lideranças locais do Partido Liberal, ao qual filiou-se em 1905.
1910–1914 - Eleito deputado estadual pelo Maranhão, José Luso Torres integrou a Assembleia Legislativa de São Luís. Durante quatro anos participou ativamente das comissões de Educação e de Obras Públicas, propondo a criação de escolas rurais em municípios do interior e o estabelecimento de estradas de rodagem para ligar distritos até então isolados. Articulou com os colegas a colocação de bibliotecas itinerantes, destinadas a atender vilarejos sem acesso a material impresso, e defendeu a regulamentação do ensino técnico-agrícola.
1915–1917 - Em São Luís, apoiou movimento para ampliação do porto e modernização das instalações alfandegárias. Sua atuação na Assembleia Legislativa incluiu visitas a pequenas propriedades na Baixada Maranhense, onde examinou de perto as condições de produção de arroz, fomento ao fumo e criação de gado, elaborando relatórios que serviram de base para futuras políticas agrícolas.
1918–1921 - Elege-se prefeito de São Luís, assumindo o cargo em janeiro de 1918. Seu mandato foi marcado pela implantação de sistema de abastecimento de água no bairro do Caolho e no Anil, então periferias da cidade; investiu na pavimentação de ruas centrais com paralelepípedo importado do Rio de Janeiro; criou o primeiro regulamento municipal de saúde pública, que instituiu campanhas de vacinação contra varíola e febre amarela; e inaugurou o primeiro sistema de iluminação pública a gás, posteriormente convertido para energia elétrica.
1922–1929 - Após o fim do mandato, José Luso voltou ao interior, foi eleito membro do diretório do Partido Liberal no Maranhão e passou a atuar como conselheiro econômico do governo estadual, auxiliando na revisão de taxas de exportação de babaçu, soja e outros produtos regionais. Nessa fase, escreveu artigos em jornais locais sobre a necessidade de diversificação da economia e criticou monopólios que favoreciam comerciantes estrangeiros.
Outubro de 1930 - Com a eclosão da Revolução de 1930, que derrubou o presidente Washington Luís, o governo federal nomeou interventores em diversas unidades federativas. No Maranhão, José Pires Sexto foi deposto em fins de outubro, e o governo provisório designou José Luso Torres interventor federal em São Luís, investido de plenos poderes para reorganizar a administração, deter autoridades suspeitas de lealdade ao regime deposto e implementar normas de justiça social.
1931 - Em fevereiro, o interventor José Luso fixou seu gabinete no Palácio dos Leões e determinou auditorias nos orçamentos municipais. Em março, foi nomeado pelo Exército chefe da 18ª Circunscrição de Recrutamento, com sede em Teresina (PI), cargo militar de responsabilidade pela organização do alistamento de jovens e pela supervisão das áreas militares no Piauí. Em agosto, promovido a tenente-coronel, foi transferido para Natal (RN) como chefe da 16ª Circunscrição de Recrutamento, onde coordenou treinamentos e reforçou a disciplina em bases do interior potiguar.
1932 - Retornado ao Maranhão, em janeiro passou a chefiar a 19ª Circunscrição de Recrutamento, instalada em São Luís, supervisando o recrutamento em toda a região. Em junho daquele ano, recebeu a missão de comandar o 25º Batalhão de Caçadores, sediado em Teresina, atuando no controle de linhas férreas e estradas que cortavam o sertão piauiense. Seu desempenho, elogiado em relatórios militares, levou à sua reforma em outubro de 1933, com honra ao mérito.
1934–1953 - Já na reserva, José Luso manteve influência política e militar, ajudando a mediar conflitos locais e oferecendo pareceres informais ao governo estadual sobre mobilização civil e defesa interna. Em dezembro de 1953, o Exército Brasileiro conferiu-lhe a patente de coronel reformado, em reconhecimento ao longo serviço nas circunscrições de recrutamento.
Março de 1956 - Elevado à patente honorária de general-de-brigada na reserva, José Luso recebeu condecorações por sua dedicação ao Exército e à formação de jovens oficiais, sendo lembrado em cerimônias militares em São Luís.
20 de junho de 1960 - Falece em São Bento (MA), sua cidade natal, aos 81 anos, cercado pelos filhos e netos. Seu funeral foi marcado por manifestações de diversas autoridades estaduais e pelo toque fúnebre da Banda de Música da Polícia Militar, que homenageou o ex-interventor e general-de-brigada.